# Граб (рід)
Граб (Carpinus) — рід листопадних дерев, зрідка кущів родини березових. До складу якого входить 44 види, які поширені в Північній Америці, Європі, Азії. Листки прості овальні, по краю зубчасті; квітки роздільностатеві, зібрані в сережки; плід — ребристий горішок. Серед представників роду багато декоративних, лісомеліоративних, технічних культур, деякі з них мають обмежене значення як кормові рослини. В Україні росте два види: граб звичайний і граб східний. Назва граб праслов'янського, а далі індоєвропейського походження.

## Опис

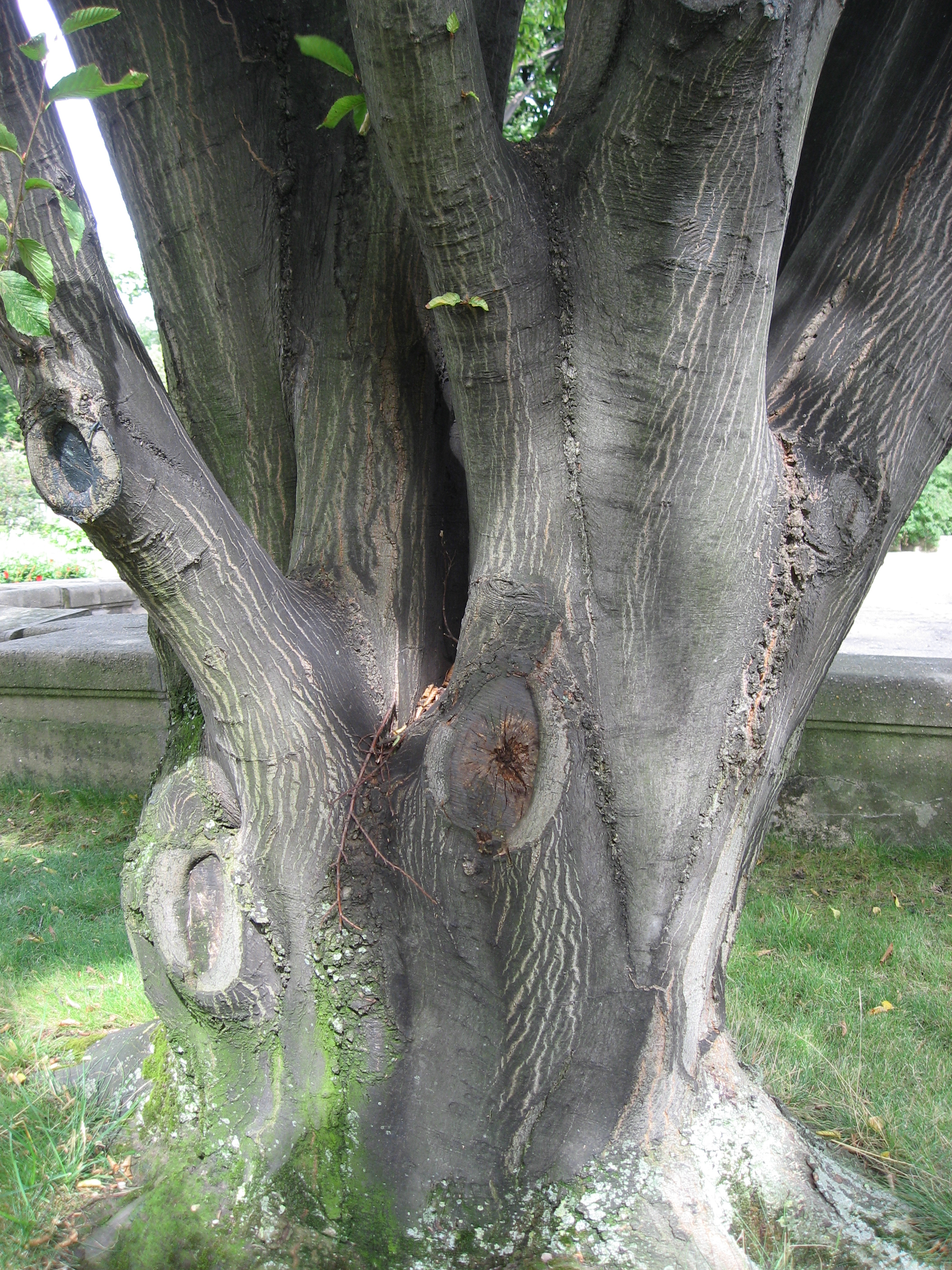
Стовбур старого граба звичайного

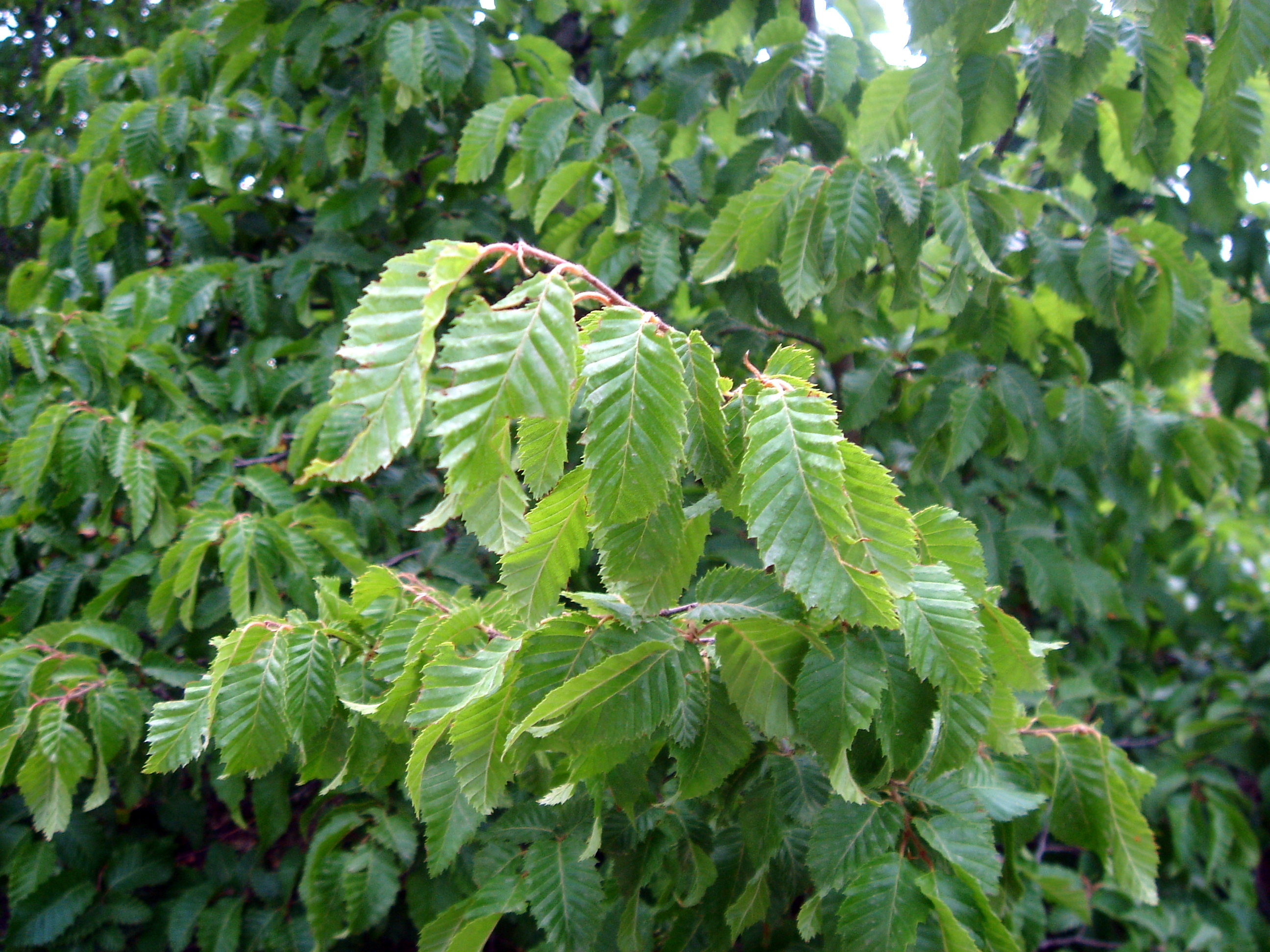
Листя граба східного

Дерева, рідше великі чагарники із поздовжньо-ребристими стовбурами, вкритими гладкою або трохи потрісканою сірою корою. Крона густа і не широка, каркас якої складається з відносно тонких гілок. Листорозміщення дворядне, чергове. Бруньки сидячі, гострі, вкриті лусочками. Листки прості, завдовжки 3-10 см, еліптичні або овальні, двічі зубчасті, з паралельно-пірчастим жилкуванням, у бруньці складчасті, з опадаючими прилистками.
Квітки роздільностатеві, однодомні, запилюються вітром, зібрані в суцвіття-сережки, що розпускаються одночасно з листям. Тичинкові квітки без оцвітини, в бічних вузкоциліндричних сережках з приквітковими лусками, складаються з 4-12 тичинок з тонкими, вгорі роздвоєними нитками та повністю розділеними, волосистими на верхівці пиляками. Маточкові квітки зібрані в малоквіткові верхівкові сережки, сидять попарно в пазухах дрібних, швидко опадаючих покривних лусочок. Кожна маточкова квітка складається з нижньої двогніздої зав'язі з двома довгими, ниткоподібними приймочками, розташованими на короткому стовпчику, що зростається з дрібною, ледь помітною оцвітиною.
Плоди — горішки у кількості 10-30, одногнізді, однонасінні, майже здерев'янілі, поздовжньо-ребристі. Вони сидять в основі листоподібної обгортки (плюски). Насіння не містить ендосперму, з м'ясистими при проростанні, надземними сім'ядолями.

## Екологія та поширення

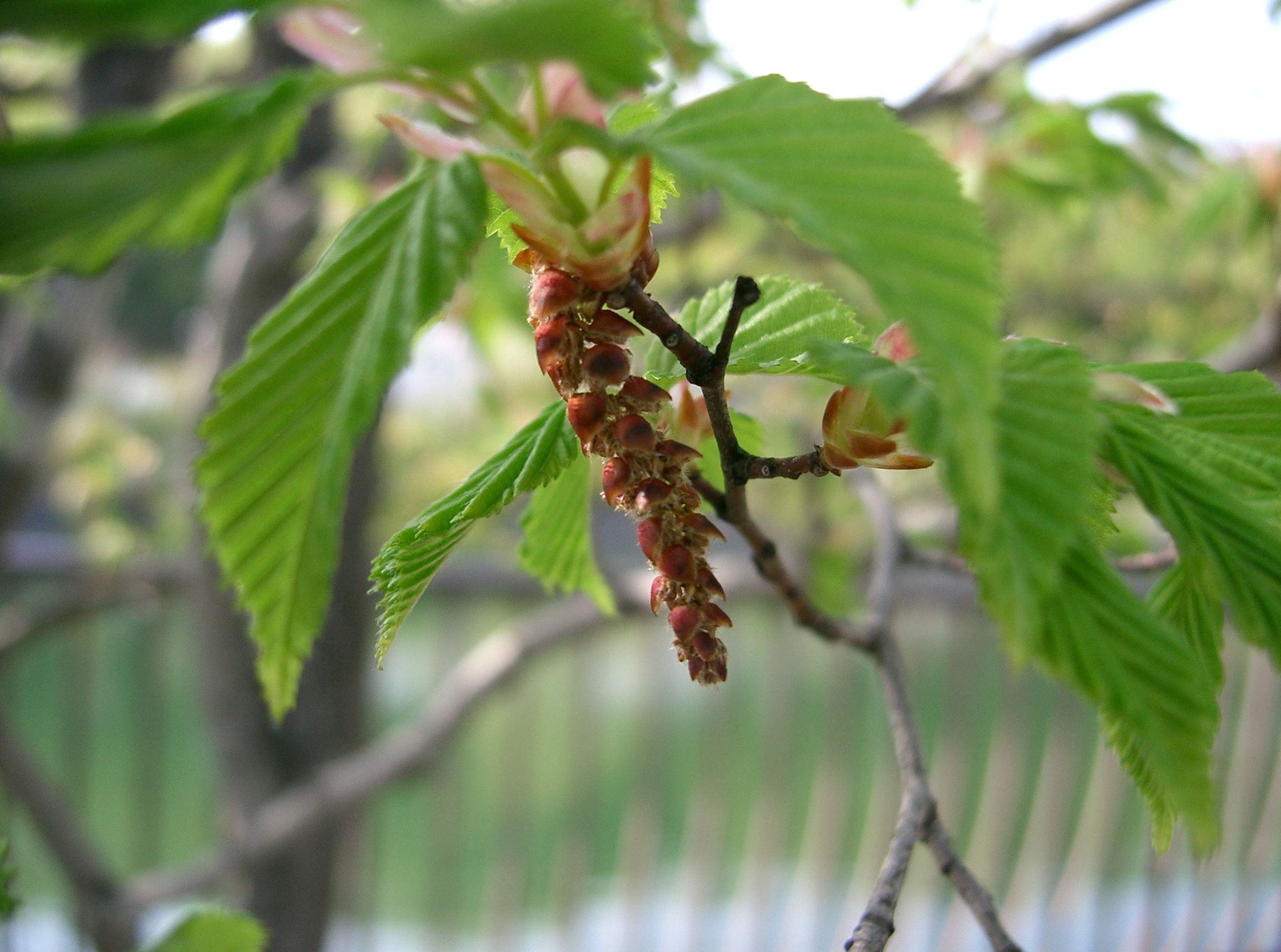
Чоловічі сережки граба Чоноскі

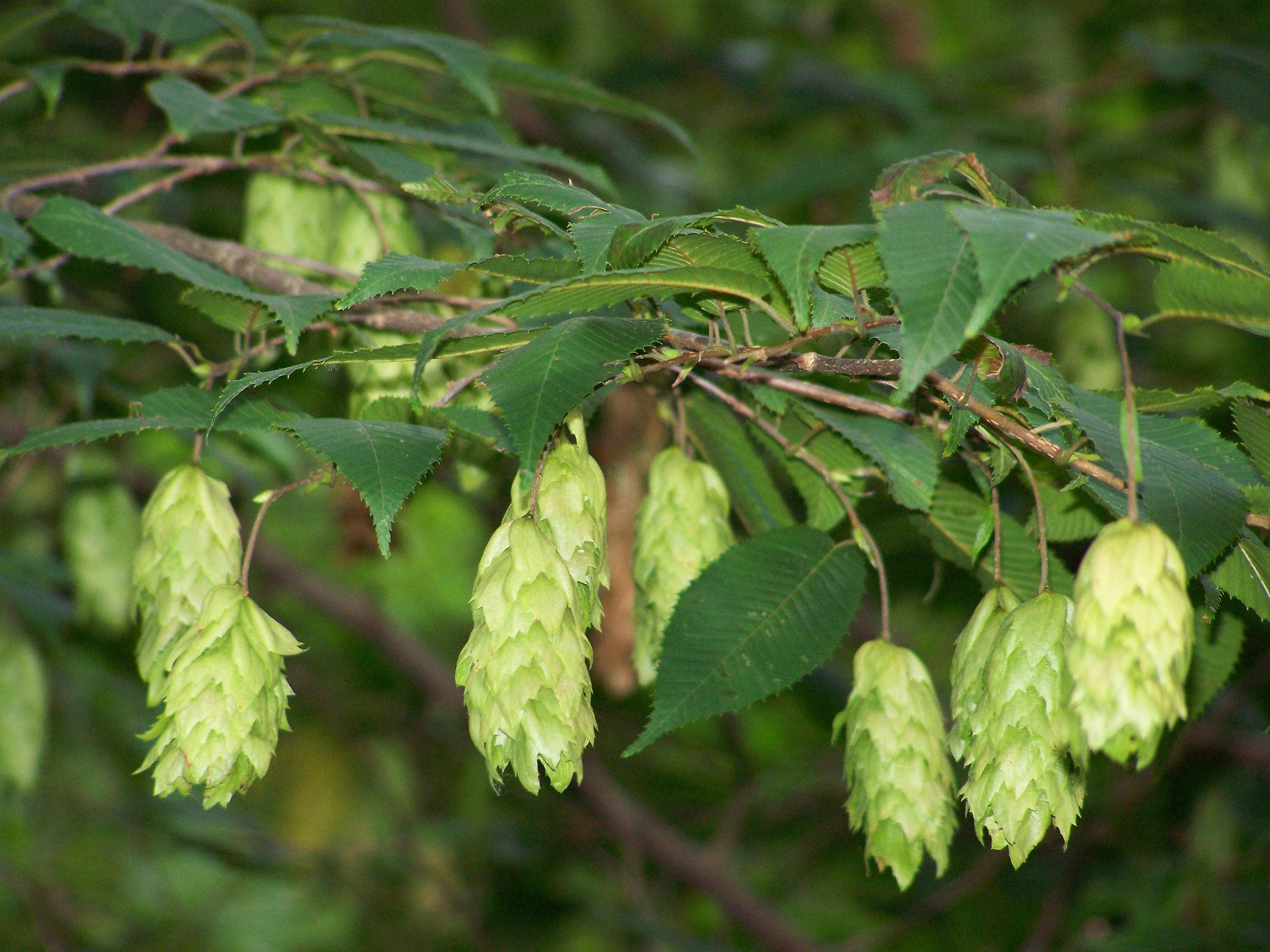
Жіночі квітки граба японського

Граб росте повільно, віддає перевагу достатньо зволоженим вапняним, пухким і плодючим ґрунтам; деякі види виносять сухі вапнякові ґрунти. Граби не виносять заболочених і кислих ґрунтів. За ступенем тіньовитривалості окремі види дуже різняться.
Граби розмножуються насінням і вегетативно. Плодоносять рясно і щорічно, утворюють рясну пневу поросль. Кореневі паростки утворюють рідко. Грабовим листям живляться гусінь деяких лускокрилих, в тому числі осіннього та зимового п'ядуна, пірамідальної совки.
Представники роду зростають в Північній півкулі: більшість видів в Азії, особливо в Китаї. В Європі відомі лише два види.
Згідно знахідкам викопних решток, рід був надзвичайно широко поширений в Євразії. З'являється в кінці третинного періоду в Азії і трохи пізніше в Європі, досягаючи найбільшого поширення в міоцені.

## Значення і застосування

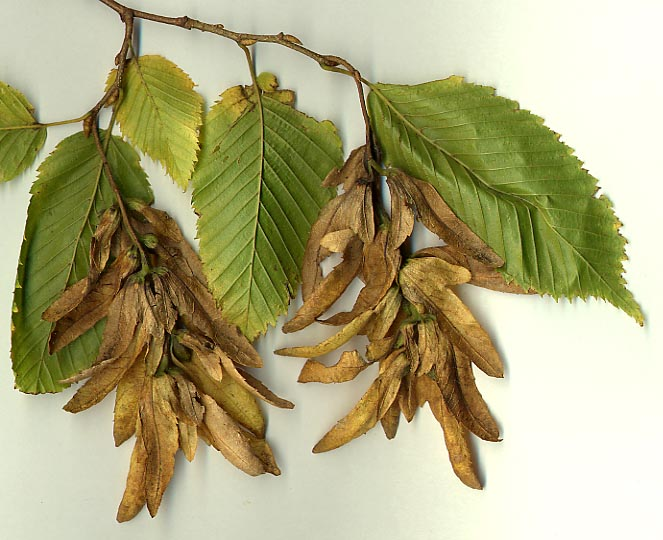
Стиглі плоди граба звичайного

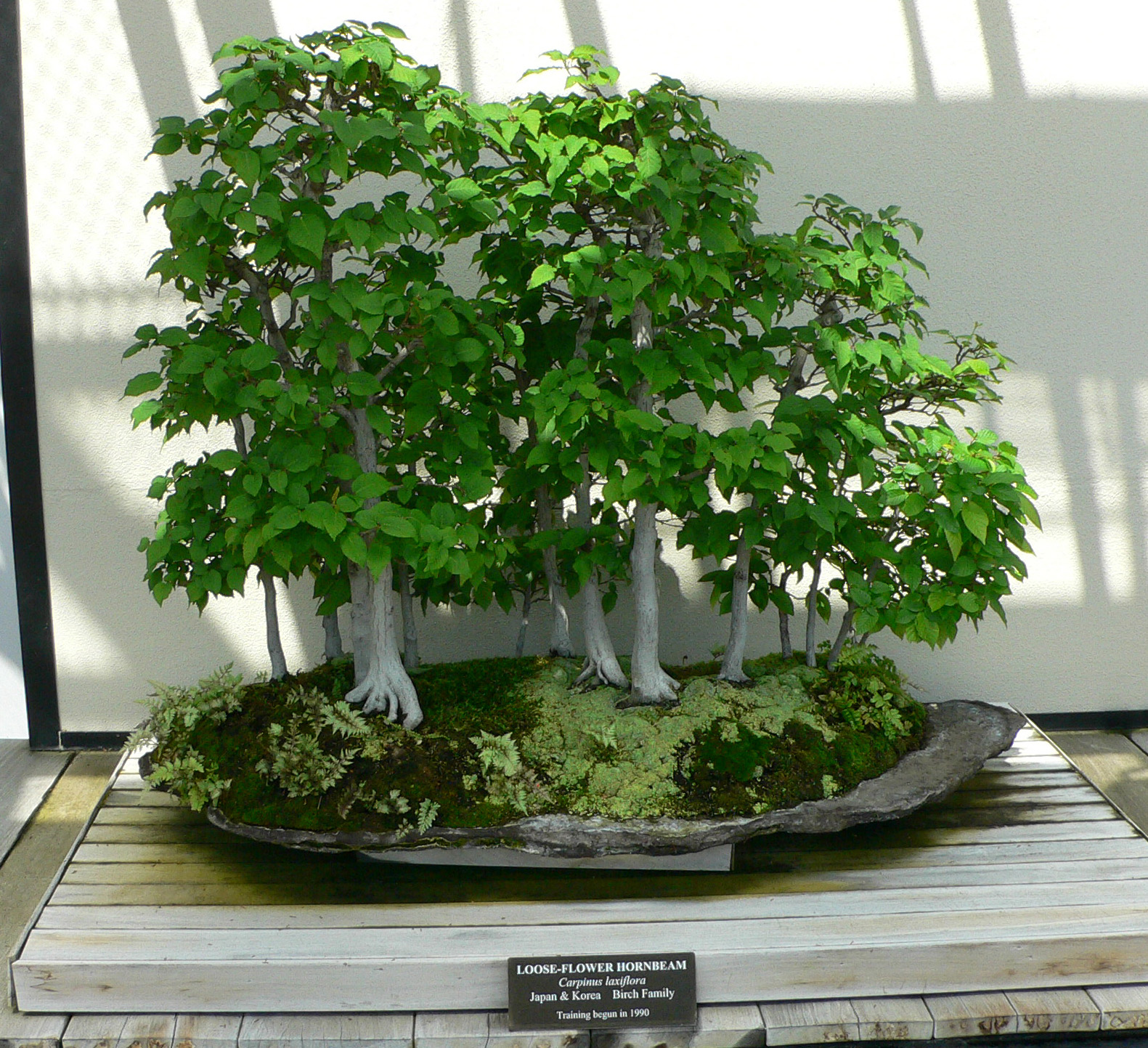
Бонсай з Carpinus laxiflora

Застосовується граб для поодиноких і групових насаджень у парках, в топіарному мистецтві, для створення живоплотів, стін, альтанок. Всі види граба виносять стрижку і завдяки повільному росту тривалий час зберігають штучну форму крони. Граб може бути використаний для створення бонсаїв.
Деревина граба білувато-сіра, її густина в сухому стані становить 750 кг/м3. Твердість за Бріннеллем 3,5 кгс/мм2. Висушується повільно, можуть відбуватися розтріскування. Складна при обробці ріжучим інструментом. Без належної обробки погано протистоїть гнильним процесам. Примхливий при поліруванні, має високий коефіцієнт об'ємного висихання.
З деревини граба виготовляють музичні інструменти, шпон, токарні вироби, покриття для підлоги. Вона здавна застосовувалась в машинобудуванні, зокрема, для виготовлення ткацьких човників. Підлоги з грабового паркету сильно розсихаються внаслідок сезонних коливань вологості..

## Види
Згідно з відомостями сайтів Plants of the World Online, Catalogue of Life, GBIF рід налічує 44 види:
1. Carpinus austrobalcanica D.Lakušić, Kuzmanović, Stevanoski, Schönsw. & Frajman
2. Carpinus betulus L. — граб звичайний
3. Carpinus caroliniana Walter
4. Carpinus chuniana Hu
5. Carpinus cordata Blume
6. Carpinus dayongiana K.W.Liu & Q.Z.Lin
7. Carpinus faginea Lindl.
8. Carpinus fangiana Hu
9. Carpinus fargesiana H.J.P.Winkl.
10. Carpinus firmifolia (H.J.P.Winkl.) Hu
11. Carpinus gigabracteatus Z.Qiang Lu
12. Carpinus hebestroma Yamam.
13. Carpinus henryana (H.J.P.Winkl.) H.J.P.Winkl.
14. Carpinus insularis N.H.Xia, K.S.Pang & Y.H.Tong
15. Carpinus japonica Blume — граб японський
16. Carpinus kawakamii Hayata
17. Carpinus kweichowensis Hu
18. Carpinus langaoensis Z.Qiang Lu & J.Quan Liu
19. Carpinus laxiflora (Siebold & Zucc.) Blume
20. Carpinus lipoensis Y.K.Li
21. Carpinus londoniana H.J.P.Winkl.
22. Carpinus luochengensis J.Y.Liang
23. Carpinus mengshanensis S.B.Liang & F.Z.Zhao
24. Carpinus microphylla Z.C.Chen ex Y.S.Wang & J.P.Huang
25. Carpinus mollicoma Hu
26. Carpinus monbeigiana Hand.-Mazz.
27. Carpinus omeiensis Hu & WPFang
28. Carpinus orientalis Mill. — граб східний
29. Carpinus paohsingensis W.Y.Hsia
30. Carpinus polyneura Franch.
31. Carpinus pubescens Burkill — граб пухнастий
32. Carpinus purpurinervis Hu
33. Carpinus putoensis W.C.Cheng
34. Carpinus rankanensis Hayata
35. Carpinus rupestris A.Camus
36. Carpinus shensiensis Hu
37. Carpinus shimenensis C.J.Qi
38. Carpinus tibetana Z.Qiang Lu & J.Quan Liu
39. Carpinus tientaiensis W.C.Cheng
40. Carpinus tropicalis (Donn.Sm.) Lundell
41. Carpinus tsaiana Hu
42. Carpinus tschonoskii Maxim.
43. Carpinus turczaninovii Hance
44. Carpinus viminea Wall. Ex Lindl.

## Цікаві факти
- Від куршських грабів походить назва латиського міста Гробіня.